# Café Lion d'Or

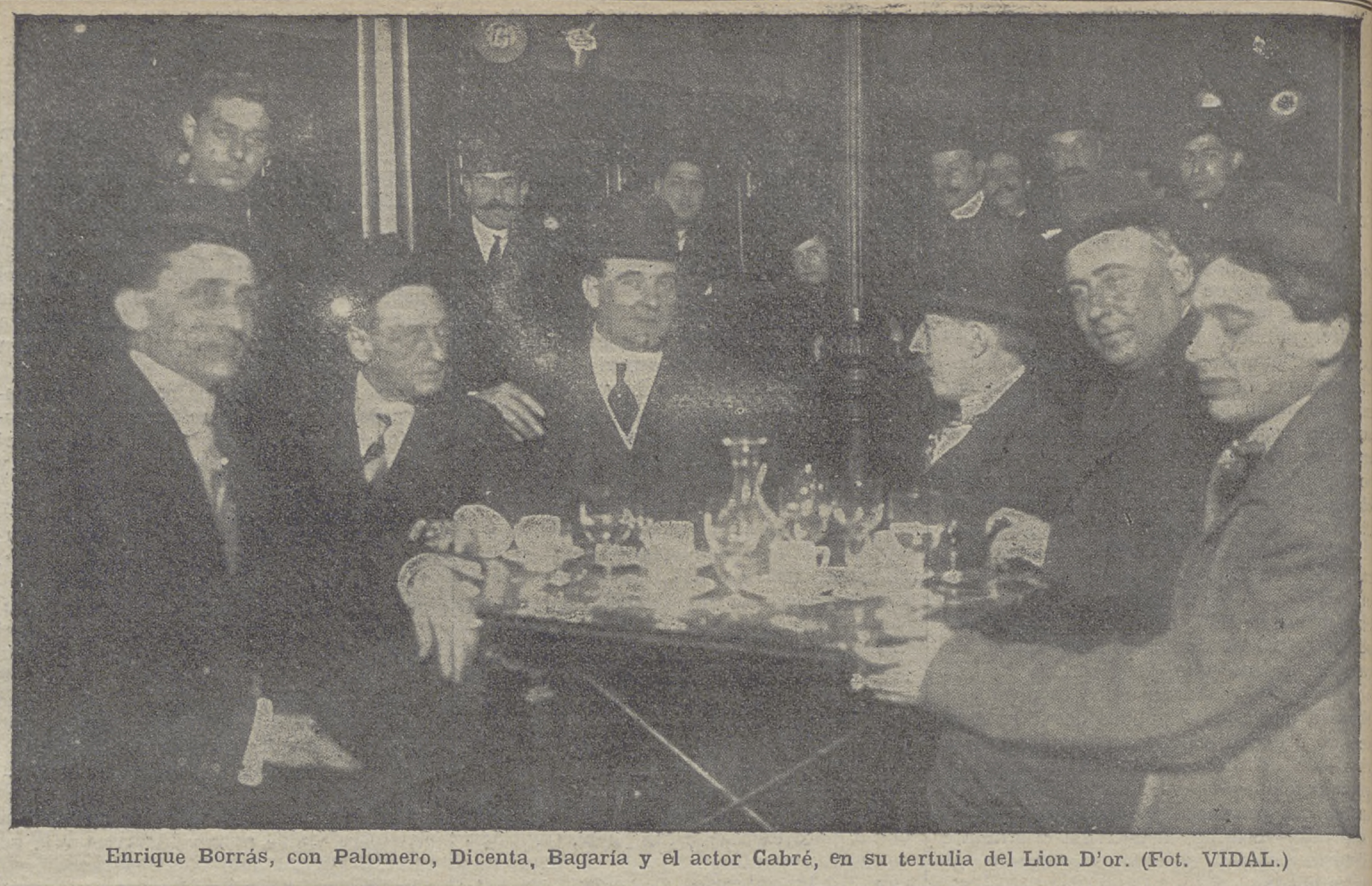
Tertulia en el café con la presencia de Joaquín Dicenta, Enrique Borrás y Luis Bagaría, entre otros (La Tribuna, marzo de 1913).

El Café Lion d'Or fue un establecimiento de Madrid, situado en el número 18 de la calle de Alcalá. Se abrió en 1898 como cervecería y cerró sus puertas en agosto de 1962, para convertirse en la Cafetería Nebraska. A lo largo de su más de medio siglo de historia sirvió de café de tertulia a los miembros de la generación del 98, de la bohemia literaria de inicio del siglo xx y de la generación del 27.

## Historia
Presentada en la prensa del ocaso del siglo xix como «la cervecería más elegante de Madrid», se inauguró en el primitivo número 38 de la populosa calle de Alcalá, el «Lion d’Or». En 1903 la compañía «Gresham Life Assurance Society Limited» se instaló en el edificio en el que estaba el establecimiento, y el gran cartel que la anunciaba sobre su tejado hizo que a partir de entonces se conociera popularmente como "El Edificio de La Gresham". Durante ese proceso, la familia Gallardo, propietaria del negocio, decidió convertir la cervecería en café. El resultado de la reforma fue la inauguración en 1906 de un llamativo salón estilo Luis XV pródigo en «frisos, cenefas y lámparas para el alumbrado eléctrico, con tapices con escenas de caza sobre terciopelo rojo», y veladores de mármol vizcaíno de Mañaria (Vizcaya), «jaspeado en blanco y negro» y servicios de plata para la consumición.
Algunos cronistas recuerdan como la tertulia más animada y atractiva la llamada ‘de los Humoristas’, que integraban escritores, dibujantes y pintores como José Francés “Silvio Lago”, Ricardo García López “K-Hito”, Enrique Estévez-Ortega, “Tito”, Juan Alcalá del Olmo, Leal da Câmara, Ramón Manchón Herrera, Manuel Bujados, Pedro Antequera Azpiri,  Ricardo Marín, Pepito (José) Zamora, Enrique Ochoa, Germán Gómez de la Mata, Daniel Vázquez Díaz o Tomás y Aurora Gutiérrez Larraya, entre otros. Tertulia errante que primero se mudó al café Gijón, luego, en 1923, al café Jorge Juan y por fin a los bajos del Hotel Nacional (donde la reunión semanal oficialísima se realizaba los jueves).
Tanto antes de la Guerra Civil, como ya en la década de 1940 repitieron en él sus tertulias Eugenio d'Ors y José María de Cossío. Ya después de la contienda se reunían en torno a d'Ors y el Cossío taurómano otros puntos como José Camón Aznar, el torero Domingo Ortega, el escultor Sebastián Miranda, el dramaturgo Edgar Neville, el pintor Eduardo Vicente, el guitarrista Regino Sáinz de la Maza y un Antonio Díaz-Cañabate, que acabaría por ser el notario o cronista de la reunión en su Historia de una tertulia. Mariano Tudela explica que d'Ors, «elegante, altisonante y prepotente» (según descripción de un espectador argentino) fue «factotum» de la reunión hasta que ya nombrado ministro de Educación, decidió recibir a la tertulia en su casa de la calle del Sacramento de Madrid, que en ocasiones duraba hasta altas horas de la madrugada. Propone asimismo Tudela que la tertulia del Lion d'Or sirvió de modelo de reunión consentida por el primer franquismo, a otras tertulias de posguerra iniciadas o recuperadas como la de un anciano Jacinto Benavente que había trasladado la suya del Café del Gato Negro al Café Marfil. Modelo que sin embargo no serviría para otros muchos establecimientos de larga tradición tertuliana como el vecino Café Granja El Henar, en el número 40 de la calle de Alcalá, que cerró en 1946.
También cerraría el Lion d'Or, que fue definitivamente desmantelado en 1962. Dando ya la numeración moderna del número 18 de la calle de Alcalá, su espacio fue ocupado por un nuevo local de la cadena de Cafeterías Nebraska.

### Personajes
De la nutrida galería de personajes asiduos u ocasionales en este café se pueden destacar quizá, por su porte escandaloso, el pintoresco dramaturgo del Noventa y ocho, Ramón del Valle-Inclán, animador de diversas tertulias y varios cafés madrileños, que tuvo aquí uno de sus últimos púlpitos, y el «indisciplinado, díscolo y difícil de ser mandado» Gonzalo Queipo de Llano, que en este espacio público fue «físicamente reconvenido» por José Antonio Primo de Rivera, su hermano Miguel, Sancho Dávila y otros cuantos parientes del dictador Primo de Rivera.

### Arquitectura y moralidad
El Café Lion d’Or pasaría a la historia madrileña por un suceso, tan llamativo como ajeno a lo cultural y las tertulias. A media tarde del sábado 26 de marzo de 1921, durante la construcción del Teatro Alkázar en el solar adyacente, la cimentación desnuda del edificio Gresham cedió, provocando el hundimiento del suelo del local, justo cuando el Lion d’Or tenía más afluencia de público. Además del pánico general y la visión casi sísmica de la clientela del café semisepultada entre mesas, sillas, escombros y vigas sobre el hoyo del solar contiguo, la defectuosa gestión arquitectónica supuso incontables heridos, tres de ellos de gravedad, y un cliente muerto. El episodio ha quedado documentado por la colección fotográfica de Alfonso conservada en la Biblioteca Nacional de España.